# Blues on the Bayou
| 전문가 평가                           | 전문가 평가 |
| 평가 점수                             | 평가 점수   |
| 출처                                  | 점수        |
| ------------------------------------- | ----------- |
| AllMusic                              | [ 1 ]       |
| Entertainment Weekly                  | B+          |
| The Penguin Guide to Blues Recordings | [ 3 ]       |

《Blues on the Bayou》는 1998년 10월 20일에 발매된 미국의 블루스 음악가 B.B. 킹의 서른여섯 번째 스튜디오 음반이다.
이 음반은 2000년 그래미 어워드 최우수 전통 블루스 음반상을 수상했다.

## 배경
이 음반은 B.B. 킹 자신이 프로듀싱을 맡은 첫 번째 음반이다. 킹 자신에 따르면 자신의 투어 밴드와 함께 4일 만에 녹음을 종료시켰다고 한다. 킹이 과거 발표한 악곡 재록과 신곡이 혼재된 내용이다.
미국 빌보드 200에서 186위, 빌보드 블루스 음반 차트에서는 2위에 올랐다. 이 음반은 그래미 어워드 최우수 전통 블루스 음반상을 수상해 킹에게 음반 《Blues Summit》 (1993년) 이후 처음으로 그래미 어워드를 했다.

## 곡 목록
모든 곡들은 특별한 언급이 없는 한 B.B. 킹에 의해 작사/작곡하였다.
| #   | 제목                                     | 작사·작곡                   | 재생 시간 |
| --- | ---------------------------------------- | --------------------------- | --------- |
| 1.  | 〈Blues Boys Tune〉                      |                             | 3:25      |
| 2.  | 〈Bad Case of Love〉                     |                             | 5:28      |
| 3.  | 〈I'll Survive〉                         | 킹, 사울 비하리             | 4:53      |
| 4.  | 〈Mean Ole' World〉                      |                             | 4:29      |
| 5.  | 〈Blues Man〉                            |                             | 5:20      |
| 6.  | 〈Broken Promise〉                       | 킹, 비하리                  | 3:34      |
| 7.  | 〈Darlin' What Happened〉                | 킹, 비하리                  | 5:26      |
| 8.  | 〈Bottle Up and Go〉                     | 킹, 줄스 타우브             | 3:10      |
| 9.  | 〈Blues We Like〉                        |                             | 5:08      |
| 10. | 〈Good Man Gone Bad〉                    | 킹, 타우브, 퍼디낸드 워싱턴 | 3:20      |
| 11. | 〈If I Lost You〉                        | 킹, 타우브                  | 4:57      |
| 12. | 〈Tell Me Baby〉                         | 킹, 비하리                  | 3:26      |
| 13. | 〈I Got Some Outside Help I Don't Need〉 | 킹, 데이비드 클라크         | 4:37      |
| 14. | 〈Blues in G〉                           |                             | 3:28      |
| 15. | 〈If That Ain't It I Quit〉              |                             | 3:20      |